# Martin Kealoe
Martin Mokolo Kealoe (ur. 27 października 1969) – salomoński przedsiębiorca i polityk.
Przed zaangażowaniem się w politykę prowadził działalność biznesową. 4 sierpnia 2010 dostał się do Parlamentu Narodowego z okręgu wyborczego Malaita Outer Islands. Uzyskał 736 głosów. Objął funkcję ministra planowania rozwoju i koordynacji pomocy w rządzie Danny’ego Philipa.